# Casa Bonadies

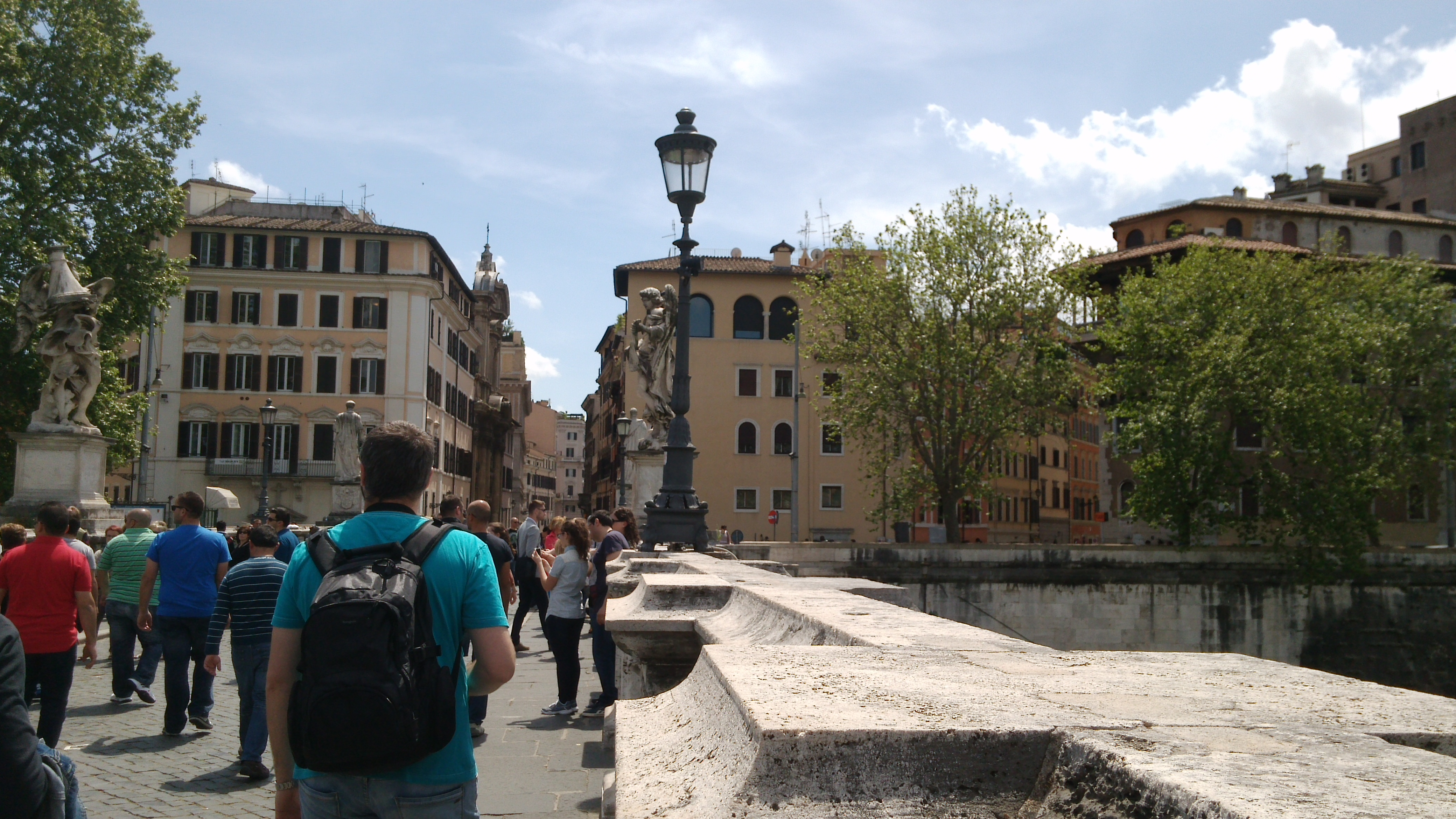
Nesta foto a partir da Ponte Sant'Angelo, a Casa Bonadies é a da direita, de frente para a Piazza di Sant'Angelo, com a lógia bem visível no alto.

Casa Bonadies é uma antiga residência localizada na Piazza di Ponte Sant'Angelo, no rione Ponte de Roma, no ponto onde nascem a Via del Banco di Santo Spirito e a Via Paola.

## História

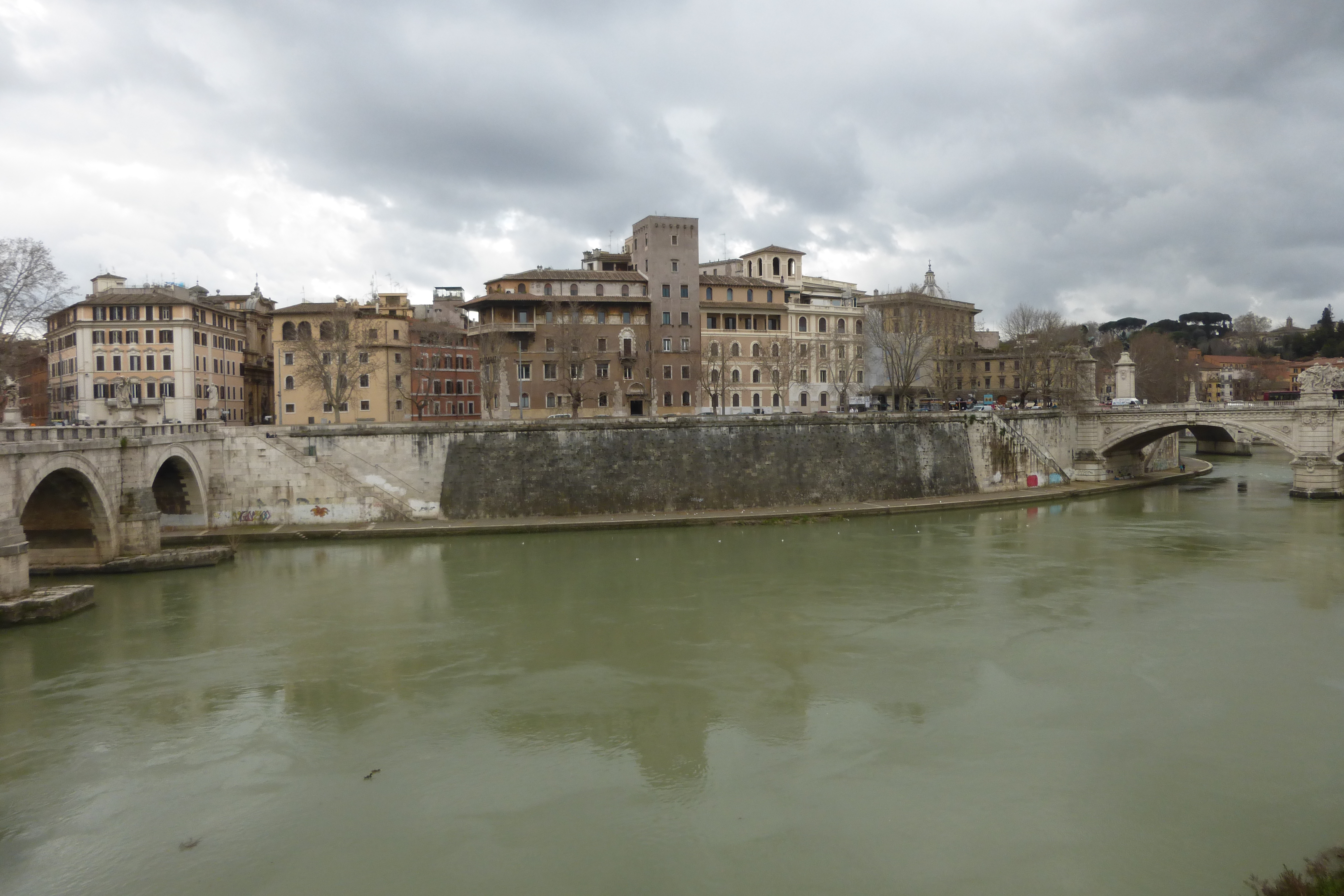
Nesta vista, a Casa Bonadies é o segundo palácio a partir da esquerda.

A Casa Bonadies foi construída no século XV sobre uma estrutura anterior, mas depois foi restaurada e parcialmente modificada no final do século XIX por ocasião da construção do Lungotevere degli Altoviti e da decorrente reestruturação da moderna Piazza di Sant'Angelo, para a qual estava de frente. Era propriedade de Lorenzo Bonadies, um dos conservadores de Roma e membro do romano dito "del Cardinale" da família Bonadies por causa do cardeal Bonadies de Bonadie, nomeado em 1155. O outro romano, denominado "del Dottore", residia no rione Parione, na Via di San Pantaleo.
O edifício tinha originalmente uma fachada decorada com uma rusticação pintada e quatro janelas por piso, mas atualmente há apenas três. O elemento mais marcante é certamente a lógia com arcos assentados sobre pilastras e pequenas colunas, um local a partir de onde se podia assistir ao "espetáculo" dos açougueiros. No piso térreo está conservado um belo pórtico, atualmente dedicado a uma loja de estampas e livros antigos, construído com materiais reaproveitados, colunas com capitéis em estilo jônico e uma esplendida cornija com palmetas e prótromos leoninos.